# Nagcarlán
Nagcarlán es un municipio filipino de segunda clase, perteneciente a la provincia de La Laguna, en la región de Calabarzon.

## Toponimia
El lugar puede aparecer referido como «Nagcarlan» y «Nagcarlang».

## Historia
Hacia mediados del siglo XIX, el lugar, ya por entonces perteneciente a la provincia de La Laguna, tenía contabilizada una población de 8817 habitantes, repartidos en 1469 casas. Aparece descrito en el segundo volumen del Diccionario geográfico, estadístico, histórico de las Islas Filipinas (1851) de Manuel Buzeta Núñez y Felipe Bravo con las siguientes palabras:

NAGCARLANG: pueblo con cura y gobernadorcillo, en la isla de Luzon, prov. de la Laguna, arz. de Manila; sit. en los 125° 5' long., 14° 8' 30" lat., entre dos riachuelos, terreno llano, y clima templado. Tiene 1,469 casas, la parroquial que está junto á la igl. de este pueblo que es de buena fábrica y la sirve un cura regular. En la casa de comunidad, que asi como la parroquial, es de las mejores del pueblo, está la cárcel. Hay escuela de instruccion primaria con una dotacion de los fondos de comunidad, y ademas de esta escuela hay algunas otras de particulares. A corta dist. de la igl. se encuentra el cementerio que está bien sit. y tiene bastante ventilacion. Las comunicaciones de este pueblo con los inmediatos se efectúan por medio de buenos caminos, y se recibe el correo semanal que hay establecido en la isla. Confina el térm. por N. con los de Pila y Magdalena, dist. el primer pueblo 1 ½ leg., y 2 el segundo; por N. O. con el de Bay dist. 2 leg.; por O. con el de Calauang á igual dist.; por E. con el de Silio á ½ leg., y por S. con la prov. de Batangas. El terreno es llano y lo riegan varios r. que bajan del monte de San Cristoval que se halla 1 ½ leg. al S. del pueblo; al O. y en la jurisd. del mismo se eleva el de Mavacat, en el que se crian algunas maderas buenas para la construccion de embarcaciones. En el terreno cultivado las prod. son arroz, ajonjolí, algun maiz, caña dulce, algodon, abacá, legumbres y frutas. La ind. consiste en la agricultura, beneficio del ajonjolí, de la caña dulce y en la fabricacion de algunas telas que emplean en los usos domésticos. pobl. 8,817 alm., y en 1845 pagaba 1,813 trib., que hacen 18,130 rs. plata, equivalentes á 45,325 rs. vn.
(Buzeta y Bravo, 1851, p. 349)

En 2020, tenía censados 64 866 habitantes.